# Contea di Oglethorpe
La contea di Oglethorpe (in inglese Oglethorpe County) è una contea dello Stato della Georgia, negli Stati Uniti. La popolazione al censimento del 2000 era di 12 635 abitanti. Il capoluogo di contea è Lexington.